# Asota natunensis
Asota natunensis är en fjärilsart som beskrevs av Rothschild 1897. Asota natunensis ingår i släktet Asota och familjen nattflyn. Inga underarter finns listade i Catalogue of Life.